# Olenëk (villaggio)
Olenëk (in lingua russa Оленёк, in lingua sacha Өлөөн нэһилиэгэ) è un villaggio situato nella Sacha-Jakuzia, nell'estremo oriente della Russia. È il centro amministrativo dell'Olenëkskij ulus. Si trova al centro dell'ulus, accanto all'omonimo fiume. È servito da un aeroporto.
Nel 2016 contava 2 139 abitanti.

## Geografia fisica

### Clima
Olenëk ha un clima subartico (Dd, secondo la classificazione dei climi di Köppen). Gli inverni sono estremamente freddi con temperature medie da -39,8 a -32,0 °C mentre le estati sono miti con temperature medie di 10,3-20,4 °C. Temperature al di sotto dei -60 °C sono state registrate in inverno. Le precipitazioni sono piuttosto basse, un po' più alte in estate che negli altri periodi dell'anno. Le temperature in estate a volte raggiungono i 30 °C e il record è 35,7 °C, registrato nel mese di luglio.
| Olenëk (1991-2020) Fonte:    | Mesi         | Mesi         | Mesi         | Mesi         | Mesi         | Mesi         | Mesi        | Mesi        | Mesi         | Mesi         | Mesi         | Mesi         | Stagioni | Stagioni | Stagioni | Stagioni | Anno  |
| Olenëk (1991-2020) Fonte:    | Gen          | Feb          | Mar          | Apr          | Mag          | Giu          | Lug         | Ago         | Set          | Ott          | Nov          | Dic          | Inv      | Pri      | Est      | Aut      | Anno  |
| ---------------------------- | ------------ | ------------ | ------------ | ------------ | ------------ | ------------ | ----------- | ----------- | ------------ | ------------ | ------------ | ------------ | -------- | -------- | -------- | -------- | ----- |
| T. max. media (°C)           | −31,6        | −28,8        | −16,0        | −4,2         | 4,5          | 16,9         | 20,7        | 16,5        | 6,6          | −7,3         | −23,3        | −29,9        | −30,1    | −5,2     | 18,0     | −8,0     | −6,3  |
| T. media (°C)                | −35,2        | −32,6        | −21,4        | −9,7         | −0,1         | 11,6         | 15,3        | 11,4        | 2,8          | −10,4        | −26,9        | −33,5        | −33,8    | −10,4    | 12,8     | −11,5    | −10,7 |
| T. min. media (°C)           | −39,0        | −36,1        | −26,5        | −15,0        | −4,2         | 7,0          | 10,6        | 7,0         | −0,5         | −13,4        | −30,3        | −37,3        | −37,5    | −15,2    | 8,2      | −14,7    | −14,8 |
| T. max. assoluta (°C)        | −3,7 (2016)  | −1,0 (1963)  | 7,2 (2016)   | 14,1 (2011)  | 28,4 (2020)  | 34,5 (2014)  | 35,7 (1936) | 33,2 (1962) | 25,5 (2015)  | 11,4 (1943)  | 4,1 (1975)   | −0,2 (1979)  | −0,2     | 28,4     | 35,7     | 25,5     | 35,7  |
| T. min. assoluta (°C)        | −62,9 (1959) | −59,6 (1969) | −55,6 (1941) | −46,4 (1963) | −28,9 (1944) | −15,1 (1961) | −4,6 (1955) | −9,9 (1962) | −20,8 (1957) | −43,5 (1955) | −56,6 (1997) | −61,8 (1958) | −62,9    | −55,6    | −15,1    | −56,6    | −62,9 |
| Nuvolosità (okta al giorno)  | 7,6          | 7,5          | 7,3          | 7,6          | 8,0          | 8,2          | 7,9         | 8,5         | 8,7          | 8,7          | 7,7          | 7,5          | 7,5      | 7,6      | 8,2      | 8,4      | 7,9   |
| Precipitazioni (mm)          | 12           | 11           | 12           | 14           | 22           | 37           | 47          | 45          | 32           | 25           | 19           | 12           | 35       | 48       | 129      | 76       | 288   |
| Giorni di pioggia            | 0            | 0            | 0,03         | 1,0          | 7,0          | 16,0         | 16,0        | 17,0        | 13,0         | 1,0          | 0,0          | 0,0          | 0,0      | 8,0      | 49,0     | 14,0     | 71,0  |
| Nevicate (cm)                | 33           | 38           | 41           | 45           | 31           | 1            | 0           | 0           | 1            | 10           | 21           | 28           | 99       | 117      | 1        | 32       | 249   |
| Giorni di neve               | 23           | 23           | 21           | 18           | 15           | 5            | 0,2         | 1,0         | 12,0         | 27,0         | 24,0         | 24,0         | 70,0     | 54,0     | 6,2      | 63,0     | 193,2 |
| Giorni di nebbia             | 1            | 1            | 0,1          | 0,0          | 0,1          | 0,3          | 0,0         | 2,0         | 2,0          | 1,0          | 1,0          | 1,0          | 3,0      | 0,2      | 2,3      | 4,0      | 9,5   |
| Umidità relativa media (%)   | 79           | 79           | 74           | 65           | 64           | 60           | 63          | 72          | 78           | 83           | 81           | 79           | 79       | 67,7     | 65       | 80,7     | 73,1  |
| Ore di soleggiamento mensili | 3            | 67           | 188          | 272          | 284          | 284          | 334         | 216         | 100          | 69           | 11           | 0            | 70       | 744      | 834      | 180      | 1 828 |
| Vento (direzione-m/s)        | NW 1,6       | NW 1,7       | W 2,3        | E 3,2        | N 3,5        | N 3,5        | NE 3,0      | E 2,8       | W 2,9        | W 2,6        | W 2,0        | E 1,9        | 1,7      | 3,0      | 3,1      | 2,5      | 2,6   |